# Gonazula gibbosa
Gonazula gibbosa is een hooiwagen uit de familie Gonyleptidae.